# Zábeštní Lhota
Zábeštní Lhota (en allemand : Sabescht-Lhota) est une commune du district de Přerov, dans la région d'Olomouc, en Tchéquie. Sa population s'élevait à 180 habitants en 2020.

## Géographie
Zábeštní Lhota se trouve à 6,5 km au nord de Přerov, à 16 km au sud-est d'Olomouc et à 225 km à l'est-sud-est de Prague.
La commune est limitée par Přerov au sud-ouest, à l'ouest, au nord et au nord-est, et par Sobíšky à l'est et au sud-est.

## Histoire
La première mention écrite de la localité date de 1447.

## Transports
Par la route, Zábeštní Lhota se trouve à 10 km de Přerov, à 20 km d'Olomouc et à 281 km de Prague.